# 日本刺尾魚
日本刺尾魚（学名：Acanthurus japonicus），又名日本刺尾鯛、花倒吊，俗名粗皮魚，為輻鰭魚綱鱸形目刺尾魚亞目刺尾魚科的其中一個種，於1931年首次被蘇聯魚類學家 Peter Yulevich Schmidt正式描述為Hepatus aliala japonicus，其模式產地為日本南部琉球群島奄美大島的 Kominato。

## 分布
本魚分布於印度西太平洋區，包括印尼、臺灣、日本、菲律賓等海域。

## 深度
水深5至15公尺。

## 特徵
本魚體呈橢圓形且側扁，口小，略突出，具有長基背鰭及臀鰭，體為深藍色，皮粗糙似鯊魚，眼下至吻端有一白色區塊。背鰭與臀鰭為黑色鑲淡藍色細邊，胸鰭基部黃色。尾柄黃色，兩側各有一硬棘，尾鰭截形，白色，有一黃色橫帶。背鰭硬棘9枚、背鰭軟條28至31枚、臀鰭硬棘3枚、臀鰭軟條26至29枚。體長可達21公分。

## 生態
本魚棲息於潟湖或礁石區，成小群活動，屬草食性，以藻類為食。

## 經濟利用
大魚可食用，亦可觀賞用。食用時以薑絲煎半熟，在做成味增湯。